# آبشار وارگ
آبشار وارگ در روستایی با همین نام در جنوبی‌ترین منطقه شهرستان الیگودرز قرار گرفته‌است. مقدار آب این آبشار بسیار فراوان است و پس از آن که از چشمه‌های بالای صخره سنگی سرچشمه می‌گیرد، اولین آبشار را به وجود می‌آورد و با طی فاصله ۱۵ متری، از صخره دوم نیز فرو می‌ریزد و آبشار دوم را پدید می‌آورد و به رودخانه رودبار لرستان می‌ریزد. ارتفاع منطقه وارگ از سطح دریا ۱۳۲۰ متر است. این آبشار از نوع آبشارهای دوقلو به‌شمار می‌آید.
دسترسی به این آبشار بسیار مشکل است؛ بطوریکه باید از الیگودرز وارد جاده شول‌آباد شد و از آنجا با خودرو به روستای بزنوید رفته و پس از آن به روستای دستگرد رسید. پس از دستگرد ادامهٔ راه را باید پیاده رفت. منطقه وارگ منطقه‌ای بکر مانده‌است و مردم منطقه هنوز هم نیمه کوچ رو هستند یعنی با شروع فصل گرما به مناطق بلندتر در اطراف خود کوچ می‌کنند. منظرهٔ زیبای آبشار وارگ هر بیننده‌ای را مجذوب خویش می‌کند. از ویژگی‌های آن این است که در طول گذر آبشار اصلی آبشارهای کوچک و بسیار زیبایی موجود می‌باشد که هرکدام منظره و ویژگی خاص خود را دارد. این منطقه نسبتاً گرم و با پوشش گیاهی و جنگلی (عمدتاً بلوط) مناظر بسیار جذابی را در دل خود نهفته دارد. یکی دیگر از ویژگی‌های منحصر این منطقه همسایگی مرزی با سه استان کشور، یعنی استان‌های اصفهان، چهارمحال و بختیاری و استان خوزستان است.
حداکثر ارتفاع آبشار وارگ یا وارک، ۵۷ متر و عرض ۵۰ متر است که در فصل کم‌آبی، آبشار اول دارای ۷ متر با عرض حدود ۱۲ متر و آبشار دوم نیز دارای ۱۵٫۵ متر و عرض ۵٫۵۶ متر می‌باشد.